# طاووس آبی کوهی (پروانه)
طاووس آبی کوهی (پروانه)(نام علمی: Papilio ulysses) نام یک گونه از سرده پروانه‌های پاپیلیو است.
- طاووس آبی کوهی (Papilio ulysses) زیرگونه‌ها:

- طاووس آبی کوهی یولیسس (Papilio ulysses ulysses)
- طاووس آبی کوهی جوسا (Papilio ulysses joesa)
- طاووس آبی کوهی ایریسا (Papilio ulysses irisae)
- طاووس آبی کوهی گئورجیوس (Papilio ulysses georgius)
- طاووس آبی کوهی گابریلیس (Papilio ulysses gabrielis)
- طاووس آبی کوهی دوهرتیوس (Papilio ulysses dohertius)
- طاووس آبی کوهی دیرس (Papilio ulysses dirce)
- طاووس آبی کوهی دنتیکولاتوس (Papilio ulysses denticulatus)
- طاووس آبی کوهی اتولیکوس (Papilio ulysses autolycus)
- طاووس آبی کوهی آمپلیوس (Papilio ulysses ampelius)
- طاووس آبی کوهی امبیگوس (Papilio ulysses ambiguus)
- طاووس آبی کوهی اورسیپوس (Papilio ulysses orsippus)
- طاووس آبی کوهی اوکسییارتس (Papilio ulysses oxyartes)
- طاووس آبی کوهی پنلوپه (Papilio ulysses penelope)
- طاووس آبی کوهی اسکیالا (Papilio ulysses scylla)
- طاووس آبی کوهی تلگونوس (Papilio ulysses telegonus)
- طاووس آبی کوهی تلماچوس (Papilio ulysses telemachus)
- طاووس آبی کوهی نیگریموس (Papilio ulysses nigerrimus)
- طاووس آبی کوهی موروتایسوس (Papilio ulysses morotaicus)
- طاووس آبی کوهی ملانوتیکا (Papilio ulysses melanotica)
- طاووس آبی کوهی جنیفئا (Papilio ulysses jennifeae)